# Мужская сборная Гватемалы по софтболу
Мужская национальная сборная Гватемалы по софтболу — представляет Гватемалу на международных софтбольных соревнованиях. Управляющей организацией выступает Национальная ассоциация софтбола Гватемалы (исп. Asociación Nacional Deportiva de Softbol de Guatemala).

## Результаты выступлений

### Чемпионаты мира
| Год        | Победы         | Поражения      | Место          |
| ---------- | -------------- | -------------- | -------------- |
| 1966—2013  | не участвовали | не участвовали | не участвовали |
| 2015       | 3              | 6              | 12             |
| 2017—н. в. | не участвовали | не участвовали | не участвовали |

### Панамериканские чемпионаты по софтболу
| Год       | Победы         | Поражения      | Место          |
| --------- | -------------- | -------------- | -------------- |
| 1981—1993 | не участвовали | не участвовали | не участвовали |
| 1998      | 4              | 7              | 9              |
| 2002      | 7              | 6              | 7              |
| 2006      | 2              | 7              | 9              |
| 2012      | 4              | 5              | 7              |
| 2014      | 1              | 6              | 7              |
| 2017      | 3              | 5              | 8              |
| 2022      |                |                | ??             |

### Панамериканские игры
| Год        | Победы                                           | Поражения                                        | Место                                            |
| ---------- | ------------------------------------------------ | ------------------------------------------------ | ------------------------------------------------ |
| 1979—1991  | не участвовали                                   | не участвовали                                   | не участвовали                                   |
| 1995       | 1                                                | 13                                               | 8                                                |
| 1999       | 2                                                | 4                                                | 6                                                |
| 2003       | не участвовали                                   | не участвовали                                   | не участвовали                                   |
| 2007—2011  | не было турнира по софтболу среди мужских команд | не было турнира по софтболу среди мужских команд | не было турнира по софтболу среди мужских команд |
| 2015—н. в. | не участвовали                                   | не участвовали                                   | не участвовали                                   |

### Игры Центральной Америки и Карибского бассейна
| Год  | Победы         | Поражения      | Место          |
| ---- | -------------- | -------------- | -------------- |
| 1974 |                |                | ??             |
| 1978 |                |                | ??             |
| 1982 |                |                | ??             |
| 1986 |                |                | ??             |
| 1990 |                |                | ??             |
| 1993 |                |                | ??             |
| 1998 | не участвовали | не участвовали | не участвовали |
| 2002 | 4              | 4              | 4              |
| 2006 | 1              | 6              | 8              |
| 2010 | 1              | 4              | 5              |
| 2014 | 0              | 5              | 6              |
| 2018 | 0              | 6              | 7              |